# (7381) Mamontov
(7381) Mamontov ist ein Asteroid des inneren Hauptgürtels. Er wurde am 8. September 1981 von der ukrainisch-sowjetischen Astronomin Ljudmyla Schurawlowa am Krim-Observatorium (IAU-Code 095) in Nautschnyj, etwa 30 km von Simferopol entfernt, entdeckt.
Der Asteroid wurde nach dem russischen Industriellen und Kunstmäzen des 19. Jahrhunderts Sawwa Iwanowitsch Mamontow (1841–1918) benannt, der vor allem durch den Eisenbahnbau Bekanntheit erlangte und die auf seinem Landgut Abramzewo eingerichtete Künstlerwerkstatt, die bis heute internationale Bekanntheit besitzt.
Der Himmelskörper gehört der Vesta-Familie an, einer großen Gruppe von Asteroiden, benannt nach (4) Vesta, dem zweitgrößten Asteroiden und drittgrößten Himmelskörper des Hauptgürtels.